# Giuseppe Vavassori
Giuseppe Vavassori (Rivoli, Provincia de Turín, Italia, 29 de junio de 1934 - Bolonia, Provincia de Bolonia, Italia, 21 de noviembre de 1983) fue un futbolista italiano. Se desempeñaba en la posición de guardameta.

## Selección nacional
Fue internacional con la selección de fútbol de Italia en 1 ocasión. Debutó el 24 de mayo de 1961, en un encuentro ante la selección de Inglaterra que finalizó con marcador de 3-2 a favor de los ingleses.

## Clubes

### Como futbolista
| Club             | País   | Año         |
| ---------------- | ------ | ----------- |
| Carrarese Calcio | Italia | 1954 - 1955 |
| Juventus F. C.   | Italia | 1955 - 1961 |
| Calcio Catania   | Italia | 1961 - 1966 |
| Bologna F. C.    | Italia | 1966 - 1972 |

### Como entrenador
| Club           | País   | Año         |
| -------------- | ------ | ----------- |
| Forlì F. C.    | Italia | 1975        |
| Forlì F. C.    | Italia | 1978 - 1979 |
| Imolese Calcio | Italia | 1978 - 1979 |

## Palmarés

### Como futbolista

#### Campeonatos nacionales
| Título      | Club           | País   | Año     |
| ----------- | -------------- | ------ | ------- |
| Serie A     | Juventus F. C. | Italia | 1957-58 |
| Copa Italia | Juventus F. C. | Italia | 1958-59 |
| Serie A     | Juventus F. C. | Italia | 1959-60 |
| Copa Italia | Juventus F. C. | Italia | 1959-60 |
| Serie A     | Juventus F. C. | Italia | 1960-61 |
| Copa Italia | Bologna F. C.  | Italia | 1969-70 |